# Albert Rosellini
Albert Dean Rosellini (21 de janeiro de 1910 - 10 de outubro de 2011) foi um político estadunidense, tendo sido o 15º governador do estado de Washington, por dois mandatos entre 1957 a 1965. Foi o único governador dos Estados Unidos que ultrapassou os cem anos de idade.

## Biografia
Foi aos 29 anos membro do senado de Washington, aos 33 foi representante de Washington, foi líder da maioria na câmara dos deputados de Washington, foi governador entre 1957 a 1965.